# 次前元音
次前元音（near-front vowel）是一种在部分语言中的元音。它的特点是舌头的位置介于前元音和央元音之间。被国际音标承认的次前元音有：
- 次闭次前不圆唇元音[ɪ]
- 次闭次前圆唇元音[ʏ]